# Itsy Bitsy Teenie Weenie Yellow Polkadot Bikini
Itsy Bitsy Teenie Weenie Yellow Polkadot Bikini är en sång på engelska, skriven av Paul Vance och Lee Pockriss. Den lanserades 1960 av Brian Hyland. Sången kom 1960 även i svenskspråkig version med text av Karl-Lennart, då Lill-Babs sjöng in den.
Bombalurina fick 1990 en coverhit med låten.
Sången har också spelats in på tyska med Club Honolulu (Caterina Valente med brodern Silvio Francesco), franska med Dalida (Itsi Bitsi Petit Petit Bikini), samt i många versioner på engelska, bland annat med Lisa del Bo, en belgisk artist). På tyska blev titeln "Itsy Bitsy Teenie Weenie Honolulu-Strand-Bikini". Både den tyska versionen och den engelska blev singeletta i Västtyskland.

## Listplaceringar

### Brian Hyland
| Lista (1960)   | Topplacering |
| -------------- | ------------ |
| Kanada         | 1            |
| Nederländerna  | 3            |
| Norge          | 3            |
| Nya Zeeland    | 1            |
| Storbritannien | 8            |
| USA            | 1            |
| Västtyskland   | 1            |

### Bombalurina
| Lista (1990) | Topplacering |
| ------------ | ------------ |
| Frankrike    | 45           |
| Norge        | 3            |
| Nya Zeeland  | 3            |
| Schweiz      | 28           |
| Österrike    | 7            |

### Fotnoter
1. ↑  ”Svensk mediedatabas”. http://smdb.kb.se/catalog/id/001452211. Läst 13 maj 2011.
2. ↑  ”Listplacering”. http://chumtribute.com/60-07-18-chart.jpg. Läst 23 januari 2022.
3. ↑  ”Listplacering”. https://dutchcharts.nl/showitem.asp?interpret=Brian+Hyland&titel=Itsy+Bitsy+Teenie+Weenie+Yellow+Polkadot+Bikini&cat=s. Läst 23 januari 2022.
4. ↑  ”Listplacering”. http://norwegiancharts.com/showitem.asp?interpret=Brian+Hyland&titel=Itsy+Bitsy+Teenie+Weenie+Yellow+Polkadot+Bikini&cat=s. Läst 13 maj 2011.
5. ↑  ”Listplacering”. Arkiverad från originalet den 23 januari 2022. https://web.archive.org/web/20220123092301/http://www.flavourofnz.co.nz/index.php?qpageID=search%20lever&qartistid=88#n_view_location. Läst 23 januari 2022.
6. ↑  ”Brian Hyland Chart History” (på engelska). The Official UK Charts Company. https://www.officialcharts.com/artist/8762/brian-hyland/. Läst 23 januari 2022.
7. ↑  ”Billboard, Listplacering”. https://www.billboard.com/charts/hot-100/1960-08-06/. Läst 23 januari 2022.
8. ↑  ”Charts Surfer, söktjänst”. http://www.charts-surfer.de/. Läst 23 januari 2022.
9. ↑  ”Listplacering”. http://lescharts.com/showitem.asp?interpret=Bombalurina&titel=Itsy+Bitsy+Teeny+Weeny+Yellow+Polka+Dot+Bikini&cat=s. Läst 13 maj 2011.
10. ↑  ”Listplacering”. http://norwegiancharts.com/showitem.asp?interpret=Bombalurina&titel=Itsy+Bitsy+Teeny+Weeny+Yellow+Polka+Dot+Bikini&cat=s. Läst 13 maj 2011.
11. ↑  ”Listplacering”. Arkiverad från originalet den 17 mars 2012. https://web.archive.org/web/20120317160644/http://charts.org.nz/showitem.asp?interpret=Bombalurina&titel=Itsy+Bitsy+Teeny+Weeny+Yellow+Polka+Dot+Bikini&cat=s. Läst 13 maj 2011.
12. ↑  ”Listplacering”. http://hitparade.ch/showitem.asp?interpret=Bombalurina&titel=Itsy+Bitsy+Teeny+Weeny+Yellow+Polka+Dot+Bikini&cat=s. Läst 13 maj 2011.
13. ↑  ”Listplacering”. http://austriancharts.at/showitem.asp?interpret=Bombalurina&titel=Itsy+Bitsy+Teeny+Weeny+Yellow+Polka+Dot+Bikini&cat=s. Läst 13 maj 2011.